# Myrmarachne providens
Myrmarachne providens är en spindelart som först beskrevs av George William Peckham och Elizabeth Maria Gifford Peckham 1892.  Myrmarachne providens ingår i släktet Myrmarachne och familjen hoppspindlar. Inga underarter finns listade i Catalogue of Life.